# 조태상
조태상은 현대건설 야구단의 전 야구 선수다. 1995년 LG의 지명을 받고 한때 프로행의 의사를 밝혔으나 결국 실업야구를 택했다.

## 출신 학교
- 신일고등학교
- 한양대학교

## 같이 보기
- 1995년 현대건설 야구단 시즌